# Мокбастер
Мокба́стер (англ. mockbuster, від англ. mock — пародія, підробка) — низькобюджетний фільм, знятий на ту ж тему що й більш відомий блокбастер. Як правило, такі фільми випускають одразу на відео, або відео за запитом трохи раніше за вихід оригінальної кінокартини, щоб розділити з нею рекламну кампанію. Дуже часто назву для мокбастерів підбирають таким чином, щоб глядач міг сплутати його з оригінальним блокбастером або з його сиквелом (наприклад, Титанік 2). Мокбастери, як правило, отримують розгромні відгуки від критиків і преси.
На початку XXI століття більшість мокбастерів випускає невелика студія The Asylum. Середній бюджет їхніх фільмів складає 250 тис. доларів. Щоб уникнути юридичних переслідувань з боку більш великих студій, The Asylum позиціонує свої фільми як пародії.
Дуже часто автори мокбастерів дають своїм картинам назви, які починаються з перших літер алфавіту (A, B, C, D), або цифр. Це робиться для того щоб їхні фільми опинились як мога вище в алфавітних списках (наприклад, в системах Video on Demand). Обкладинка мокбастера барвисто оформляється, вони часто розміщуються в магазинах упереміш з високобюджетними фільмами.

## Приклади мокбастерів
| Оригінальний фільм                        | Рік  | Мокбастер                   | Рік  |
| ----------------------------------------- | ---- | --------------------------- | ---- |
| Напад гігантської жінки                   | 1958 | Селище велитнів             | 1959 |
| Кінґ-Конґ                                 | 1976 | Новий Кінґ-Конґ             | 1976 |
| Зоряні війни                              | 1977 | Зоряна катастрофа           | 1979 |
| Зоряні війни                              | 1977 | Людина, яка рятує світ      | 1982 |
| Рембо: Перша кров                         | 1982 | Дика кров                   | 1983 |
| Парк Юрського періоду                     | 1993 | Карнозавр                   | 1993 |
| Титанік                                   | 1997 | Титанік 2                   | 2010 |
| Мулан                                     | 1998 | Легенда Мулан               | 1998 |
| Форсаж                                    | 2001 | Форсаж: Демон швидкості     | 2003 |
| Кінґ-Конґ                                 | 2005 | Король загубленого світу    | 2005 |
| Пірати Карибського моря                   | 2006 | Пірати острова скарбів      | 2006 |
| Тачки                                     | 2006 | Маленькі машинки            | 2006 |
| Рататуй                                   | 2007 | Рататуїнг                   | 2007 |
| Темний лицар                              | 2008 | Темний лицар: Повернення    | 2009 |
| 2012                                      | 2009 | 2012: Льодовиковий період   | 2012 |
| Президент Лінкольн: Мисливець на вампірів | 2012 | Авраам Лінкольн проти зомбі | 2012 |
| Мисливці на привидів                      | 2016 | Шукачі привидів             | 2016 |
| Воно 2                                    | 2019 | Клоун                       | 2019 |